# 페이지 (컴퓨터 메모리)
페이지(page), 메모리 페이지(memory page), 버추얼 페이지(virtual page)는 고정 길이의 인접한 가상 메모리 블록이며 페이지 테이블의 단일 엔트리에 의해 기술된다. 가상 메모리 운영 체제의 메모리 관리에서 가장 작은 데이터 단위이다. 이와 비슷하게 페이지 프레임(page frame)은 운영 체제에 의해 메모리 페이지로 매핑된 가장 작은 고정 길이의 인접한 물리 메모리 블록이다.

## 같이 보기
- 페이지